# Пинтасилгу, Мария ди Лурдиш
Мари́я ди Лу́рдеш Ру́йву да Си́лва де Ма́туш Пинтаси́лгу (порт. Maria de Lourdes Ruivo da Silva de Matos Pintasilgo; 18 января 1930, Абрантиш — 10 июля 2004, Лиссабон) — португальский инженер-химик и политический деятель. Восьмой премьер-министр Португалии после Революции гвоздик — с 1 августа 1979 по 3 января 1980 года.
Вошла в историю Португалии как первая и единственная женщина-премьер, а также вторая женщина-премьер в Европе после Маргарет Тэтчер.

## Биография
Ещё в раннем возрасте она проявляла необычные способности — в возрасте семи лет её отдали в престижный лиссабонский Лицей им. Фелипе де Ланкаштре (порт. Liceu Filipa de Lencastre). Там она получила среднее образование, также проявив себя в молодёжном движении Mocidade Portuguesa, основанном диктатором Салазаром. Впоследствии, уже во время учёбы в Высшем техническом институте в Лиссабоне, присоединилась к женскому отделению молодёжной организации католической университетской молодёжи (порт. Juventude Universitária Católica) при Католическом университете Португалии.
В 1953 году, в возрасте 23 лет, окончила Высший технический институт Лиссабонского университета, получив специальность инженера-химика. Продолжила образование после диплома, выиграв стипендию в рамках национальной программы по ядерной энергии. После завершения учёбы начала работать на одной из крупнейших португальских компаний, связанной с производством цемента (порт. Companhia União Fabril, CUF), сделав быструю профессиональную карьеру: с 1954 года занимала должность старшего инженера отдела исследований и проектов, впоследствии стала директором проекта — должность, на которой она пробыла 7 лет до ухода из компании в 1960 году.
Пинтасилгу была тесно связана с Римско-католической церковью. Так, в 1952—1956 годах она была председателем женского отделения молодёжной организации католической университетской молодёжи, позже, в 1956—1958 годах, — руководителем Pax Romana (Международное молодёжное движение студентов-католиков).
Между 1965 и 1974 годами работала в Корпоративной палате Национальной Ассамблеи. Входила в состав 2-го и 4-го временных правительств после Революции гвоздик как министр социальной защиты.
На должность премьер-министра была назначена президентом Рамалью Эанишем 1 августа 1979 года, на замену предшественнику Карлушу Мота Пинту. За время своего премьерства (1979—1980) сделала важные реформы, касающиеся общего социального страхования, а также в области здравоохранения, образования, законов о труде и тому подобного. Позже была послом в ЮНЕСКО и депутатом от Социалистической партии в Европейском парламенте в 1987—1989 годах.
Была также беспартийным кандидатом (первой женщиной в Португалии) на должность президента Республики во время президентских выборов 1986 года, пройдя первый тур (набрала лишь 7,38 % голосов). В том же году основала так называемое Движение за углубление демократии (порт. Movimento para o Aprofundamento da Democracia).
Опубликовала несколько работ, касающихся роли католической церкви в обществе, а также роли женщин в политической и общественной жизни.
Умерла в своём доме в Лиссабоне утром 10 июля 2004 года от сердечной недостаточности.

## Награды
Награды Португалии
| Страна     | Дата             | Награда                                            | Награда                                            | Литеры |
| ---------- | ---------------- | -------------------------------------------------- | -------------------------------------------------- | ------ |
| Португалия | 9 апреля 1981 —  | Дама Большого креста ордена Христа                 | Дама Большого креста ордена Христа                 | GCC    |
| Португалия | 9 июня 1994 —    | Дама Большого креста ордена Инфанта дона Энрике    | Дама Большого креста ордена Инфанта дона Энрике    | GCIH   |
| Португалия | 5 октября 2017 — | Кавалер Большого креста ордена Свободы (посмертно) | Кавалер Большого креста ордена Свободы (посмертно) | GCL    |